# Unter Ausschluß der Öffentlichkeit (Fernsehreihe)
Unter Ausschluß der Öffentlichkeit ist eine Fernsehreihe der ARD, in der vor einem Jugendgericht Verfahren gegen Minderjährige verhandelt werden. Die Erstausstrahlung erfolgte 1974 im regionalen Vorabendprogramm des Hessischen Rundfunks.

## Konzept
Die gezeigten Fälle vor dem Jugendgericht werden, wie der Titel schon sagt, in der Regel unter Ausschluss der Öffentlichkeit verhandelt. Zur Verhandlung kommen sehr realistisch und meist nüchtern geschilderte Delikte aus den Bereichen Einbruch, Diebstahl, Rauschgiftmissbrauch, Brandstiftung und sogar Mordversuch. Die einzelnen Episoden sind in sich abgeschlossen, die Darsteller wechseln.

## Darsteller und Rollen
Namhafte Darsteller wie Peter Bongartz, Gaby Dohm, Michaela May, Christian Quadflieg, Marius Müller-Westernhagen, Joost Siedhoff, Pierre Franckh, Rosemarie Fendel und Barbara Sukowa kamen in den einzelnen Folgen zum Einsatz.

## Episoden
| Folge | Titel                 | Ausstrahlung     |
| ----- | --------------------- | ---------------- |
| 1     | Revolte im Sonnenhof  | 17. Januar 1974  |
| 2     | Der Abstieg           | 24. Januar 1974  |
| 3     | Rauschgift            | 31. Januar 1974  |
| 4     | Kindesaussetzung      | 7. Februar 1974  |
| 5     | Beruf Manglerin       | 14. Februar 1974 |
| 6     | Rezeptdiebstahl       | 14. Februar 1974 |
| 7     | Mordversuch           | 21. Februar 1974 |
| 8     | Der Geburtstag        | 28. Februar 1974 |
| 9     | Aktion Warenhaus      | 7. März 1974     |
| 10    | Die Geschwister Rocha | 14. März 1974    |

| Folge | Titel               | Ausstrahlung   |
| ----- | ------------------- | -------------- |
| 11    | Heiratsverweigerung | 21. März 1974  |
| 12    | Mehrheitsbeschluß   | 28. März 1974  |
| 13    | Der Freund          | 4. April 1974  |
| 14    | Ossi, der Dieb      | 11. April 1974 |
| 15    | Die Münzsammlung    | 18. April 1974 |
| 16    | Schülerin Dagmar B. | 18. April 1974 |
| 17    | Brandstiftung       | 25. April 1974 |
| 18    | Gemeinsamer Versuch | 2. Mai 1974    |
| 19    | Das Piratenmesser   | 9. Mai 1974    |
| 20    | Meister Butterfly   | 16. Mai 1974   |